# 丰乔尔
丰乔尔，是匈牙利包尔绍德-奥包乌伊-曾普伦州所辖的一个村。总面积9.81平方公里，总人口300，人口密度30.6人/平方公里（2011年1月1日）。